# Thymus iljinii
Thymus iljinii — вид рослин родини глухокропивові (Lamiaceae), ендемік Сибіру.

## Опис
Листки довгасто-еліптичні, 3–5 мм, залозисті, голі, черешкові. Суцвіття рідкі, довгасто-головчасті; чашечки запушені; квіти 6–8 мм завдовжки.

## Поширення
Ендемік Росії (Алтай, Іркутськ, Красноярськ, Тува, Якутськ).